# French Settlement
French Settlement is een plaats (village) in de Amerikaanse staat Louisiana, en valt bestuurlijk gezien onder Livingston Parish.

## Demografie
Bij de volkstelling in 2000 werd het aantal inwoners vastgesteld op 945.
In 2006 is het aantal inwoners door het United States Census Bureau geschat op 1081, een stijging van 136 (14,4%).

## Geografie
Volgens het United States Census Bureau beslaat de plaats een oppervlakte van
7,0 km², geheel bestaande uit land. French Settlement ligt op ongeveer 2 m boven zeeniveau.

## Plaatsen in de nabije omgeving
De onderstaande figuur toont nabijgelegen plaatsen in een straal van 24 km rond French Settlement.